# Princesas
Princesas è un film del 2005 scritto e diretto da Fernando León de Aranoa.

## Trama
È la storia di due donne, di due prostitute, di due principesse. Una di loro si chiama Caye (Candela Peña), ed ha circa trenta anni. Zulema (Micaela Nevárez) è una immigrata clandestina dominicana di colore, emigrata con l'obiettivo di portare in Spagna il figlio di cinque anni. Caye si prostituisce anche con l'obiettivo di operarsi al seno. Nessuna delle due porta i familiari a conoscenza delle proprie scelte. L'avvicinamento fra le due donne è burrascoso: Zulema abita al piano superiore di Caye e si prostituisce, assieme a molte straniere, di fronte al negozio di parrucchiera dove Caye passa il tempo libero con amiche e colleghe spagnole, che si sentono danneggiate dalla concorrenza delle extracomunitarie. È emblematica, in mezzo ad altri discorsi a volte razzisti, l'asettica descrizione economica delle conseguenze della concorrenza degli immigrati e di chi nel proprio lavoro offre merce a prezzi più bassi, un discorso che può essere applicato ad ogni settore.
Caye soccorre Zulema dopo una aggressione subita durante un rapporto estremo con un sedicente e sadico funzionario che dovrebbe garantirle il permesso di soggiorno. Da qui nasce un'amicizia che porta le due donne lungo un percorso di maturazione e crescita. Caye rinuncia a rifarsi il seno per pagare il viaggio di ritorno a casa di Zulema.
La scena finale si svolge durante il pranzo domenicale a casa della madre, con il fratello e la sorella, racconta che Zulema è tornata a casa per nostalgia della famiglia e che non voleva più fare la prostituta e alla ennesima telefonata dei clienti chiede alla madre di rispondere...

### Le frasi
Due volte nel film si nomina la parola principessa che titola il film: la prima volta mentre le due amiche stavano andando ad una festa parlando di particolari tecnici della professione, Caye sorridendo esclama per cambiare il discorso: Oggi non siamo puttane, siamo principesse. La seconda volta, mentre Caye sta riflettendo, forse senza averlo ancora pensato, sull'aiutare Zulema a rientrare a casa: La principessa non può star lontano dal suo regno, può ammalarsi. Una terza frase emblematica Caye la dice a due poliziotti inconsapevoli, quando Zulema è già in partenza per Santo Domingo. Una frase che racchiude in sé la paura delle espulsioni per i clandestini, che se effettuate possono lacerare amicizie e progetti delle persone: La mia amica ha deciso di andarsene lei, per stare con suo figlio.

### Il non detto
Due scene di fila senza parole. Zulema in ospedale si accascia mentre il medico le comunica qualcosa commentando le analisi, nella successiva Zulema ha un rapporto sessuale non protetto con il sedicente e sadico funzionario che più volte l'ha costretta a farsi ricoverare in ospedale per le percosse ricevute.

## Produzione
Candela Peña e il regista e sceneggiatore Fernando Leon de Aranoa sono fra i più premiati protagonisti del cinema spagnolo negli ultimi anni, in questo film si è aggiunta la portoricana Micaela Nevárez alla sua opera prima. Un'attrice che prima del debutto, non giovanissima, ha scelto la strada di una lunga preparazione a New York e Londra. Una preparazione in lingua inglese che l'ha portata a debuttare trionfalmente nella sua lingua madre.
Il regista ha passato, durante la preparazione della sceneggiatura, un periodo nella zona della Casa de Campo frequentando le prostitute che lavorano in zona e le associazioni come Hetaira che agiscono nella zona, il legame con lo scenario dove è ambientato il film è continuato anche dopo. Il regista e gli attori del film mantengono rapporti con associazioni di assistenza alle prostitute di Casa de Campo.

## Riconoscimenti
- Premi Goya 2006
  - Vittorie:
    - migliore attrice protagonista (Candela Peña)
    - miglior attrice rivelazione (Micaela Nevárez)
    - miglior canzone originale (Me llaman calle di Manu Chao)

  - Candidature:
    - miglior film
    - miglior attore rivelazione (Luis Callejo)
    - miglior sceneggiatura originale
    - migliori costumi
    - migliori trucco e acconciatura
    - miglior sonoro
- Premi del circolo degli scrittori cinematografici (Premios del Círculo de Escritores Cinematográficos) 2006
  - Vittorie: 
    - miglior attrice (Candela Peña)

  - Candidature:
    - miglior film
    - miglior regista
    - miglior sceneggiatura originale
    - miglior colonna sonora
- Fotogrammi d'argento 2006: miglior attrice cinematografica (Candela Peña)
- Premi Ondas 2005: Premio Cinemania (Fernando León de Aranoa)
- Premi dell'Unione attori spagnoli (Premios Unión de Actores) 2006
  - Vittorie: 
    - miglior attrice protagonista (Candela Peña)
    - miglior attore non protagonista (Luis Callejo)
    - miglior attrice esordiente (Micaela Nevárez)

  - Candidature:
    - miglior attrice non protagonista (Mariana Cordero)
    - miglior attrice non protagonista (Violeta Pérez)